# Lijst van personen overleden in mei 2018
Dit is een lijst van bekende personen die zijn overleden in mei 2018.

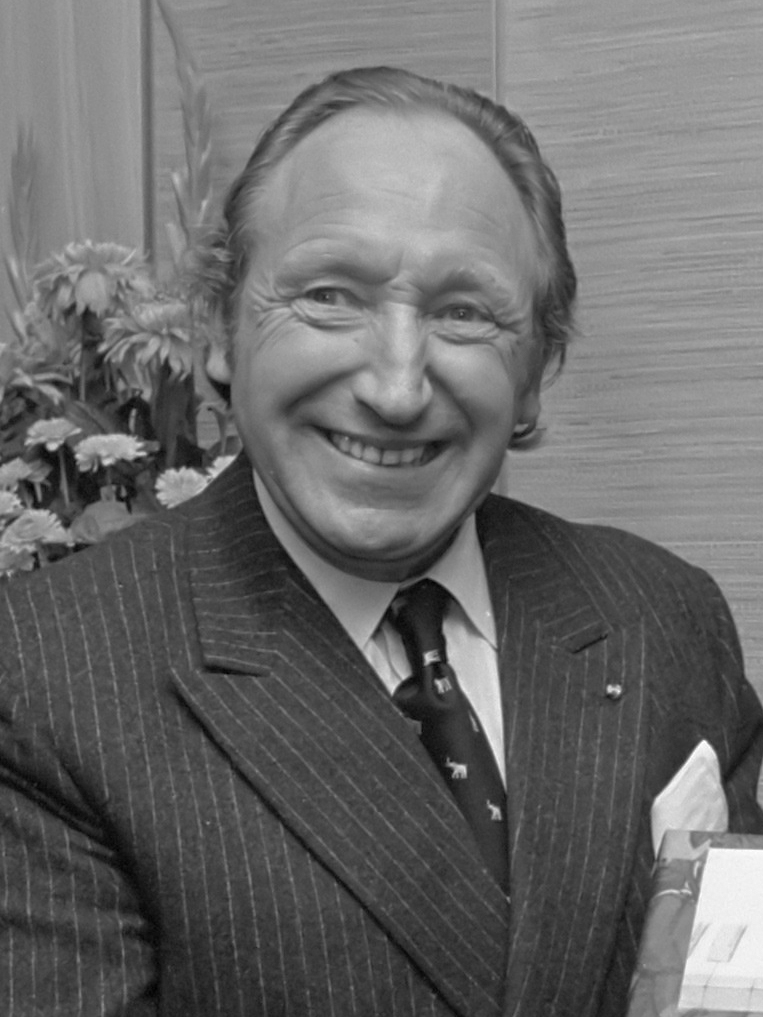
Herman Krebbers
2 mei

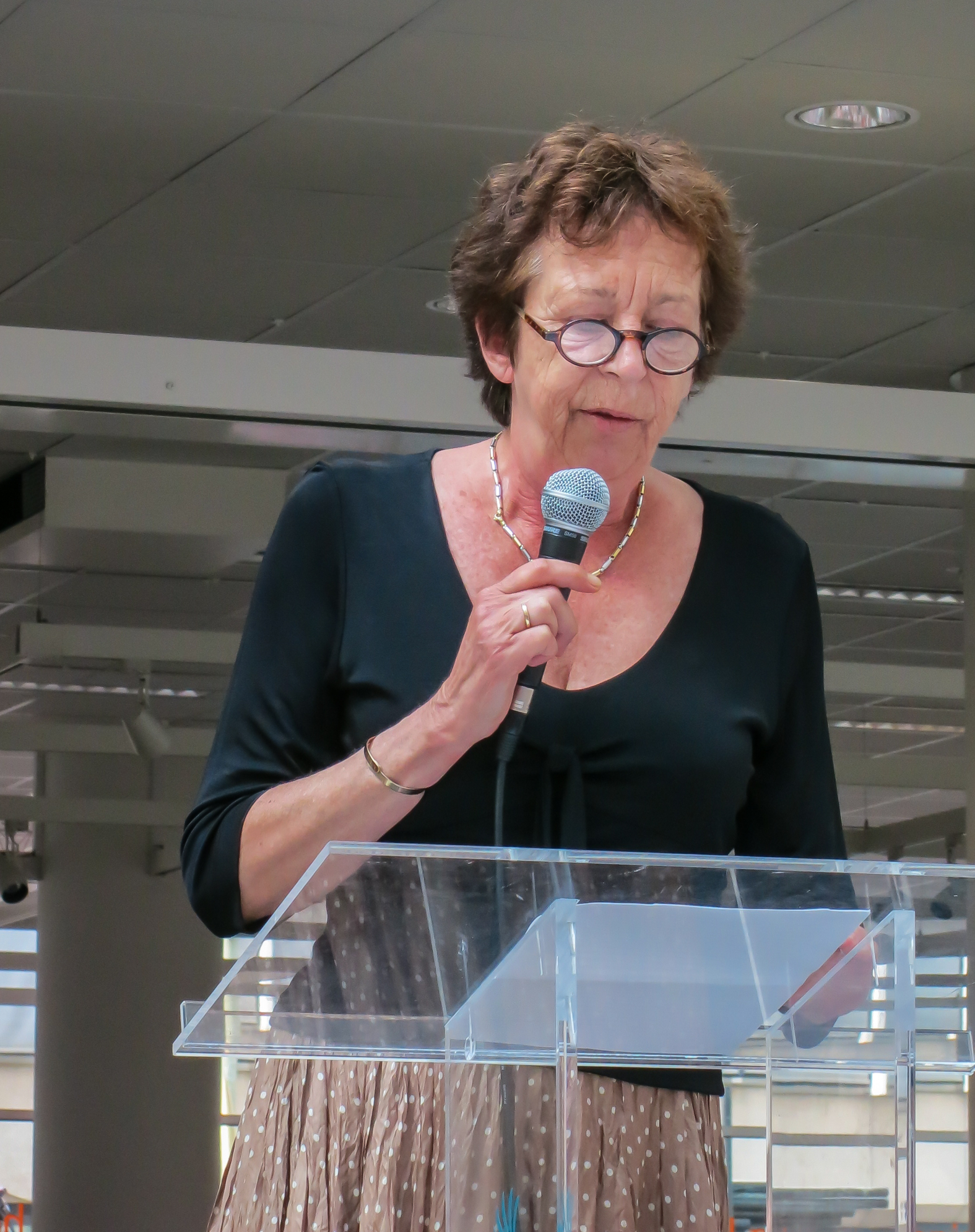
Renate Dorrestein
4 mei

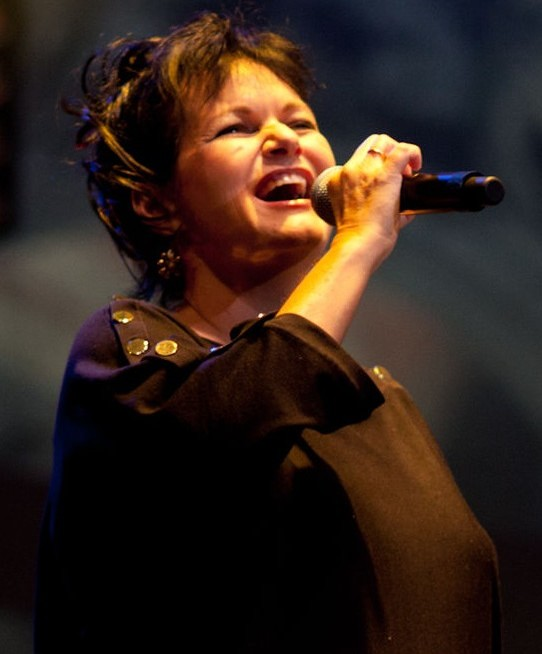
Maurane
7 mei

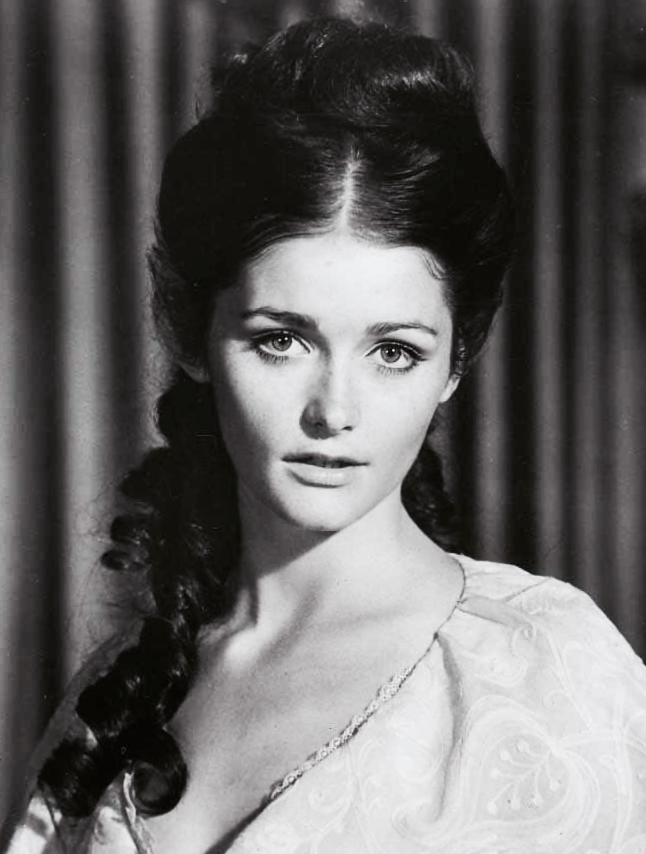
Margot Kidder
13 mei

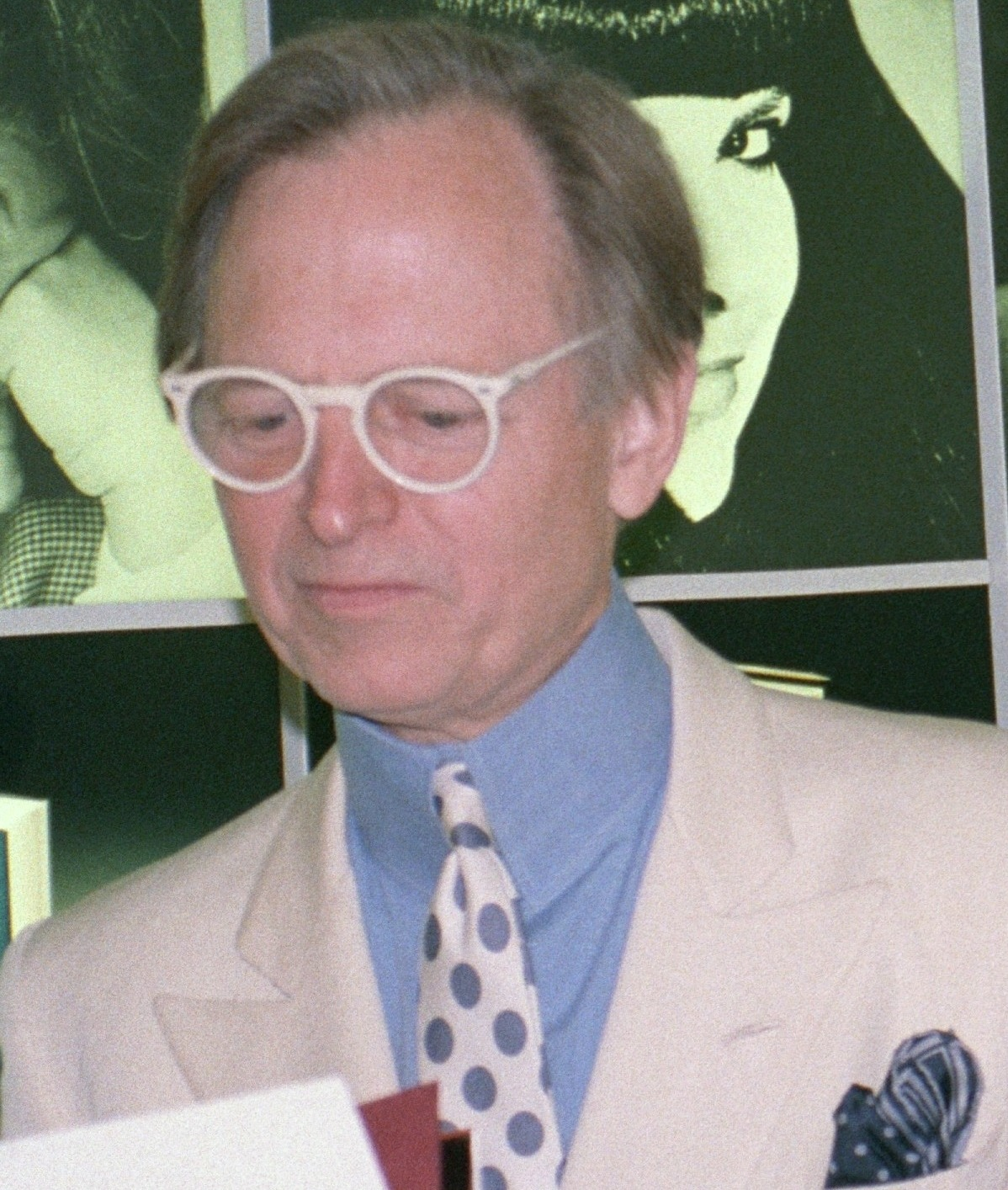
Tom Wolfe
14 mei

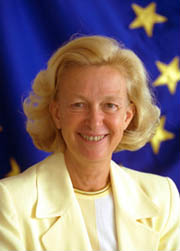
Nicole Fontaine
17 mei

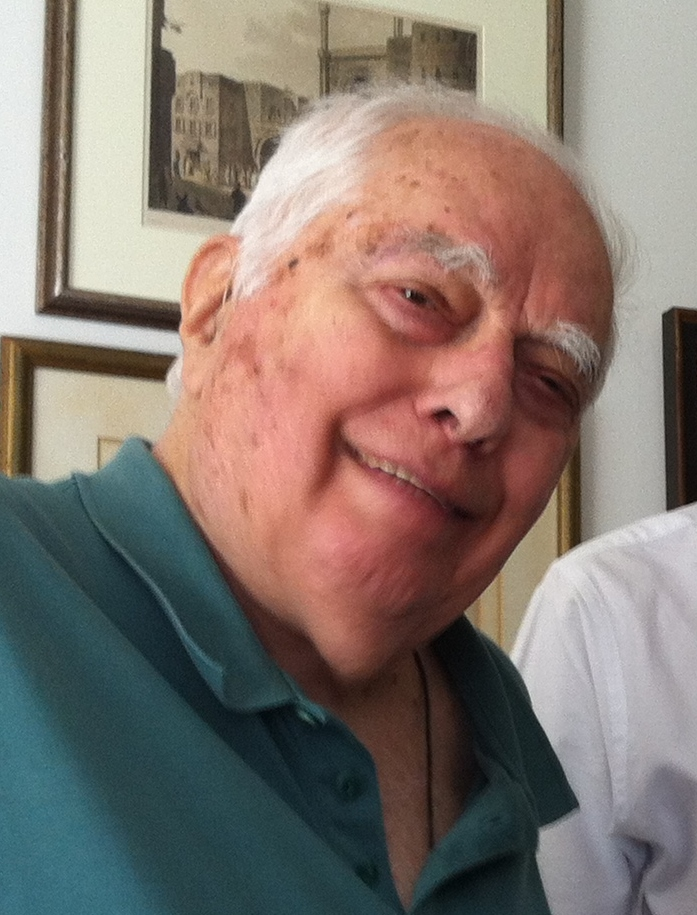
Bernard Lewis
19 mei

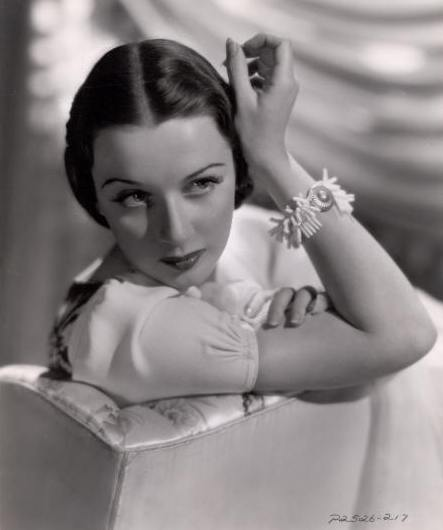
Patricia Morison
20 mei

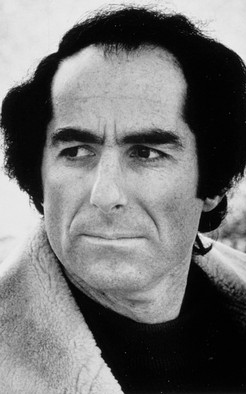
Philip Roth
22 mei

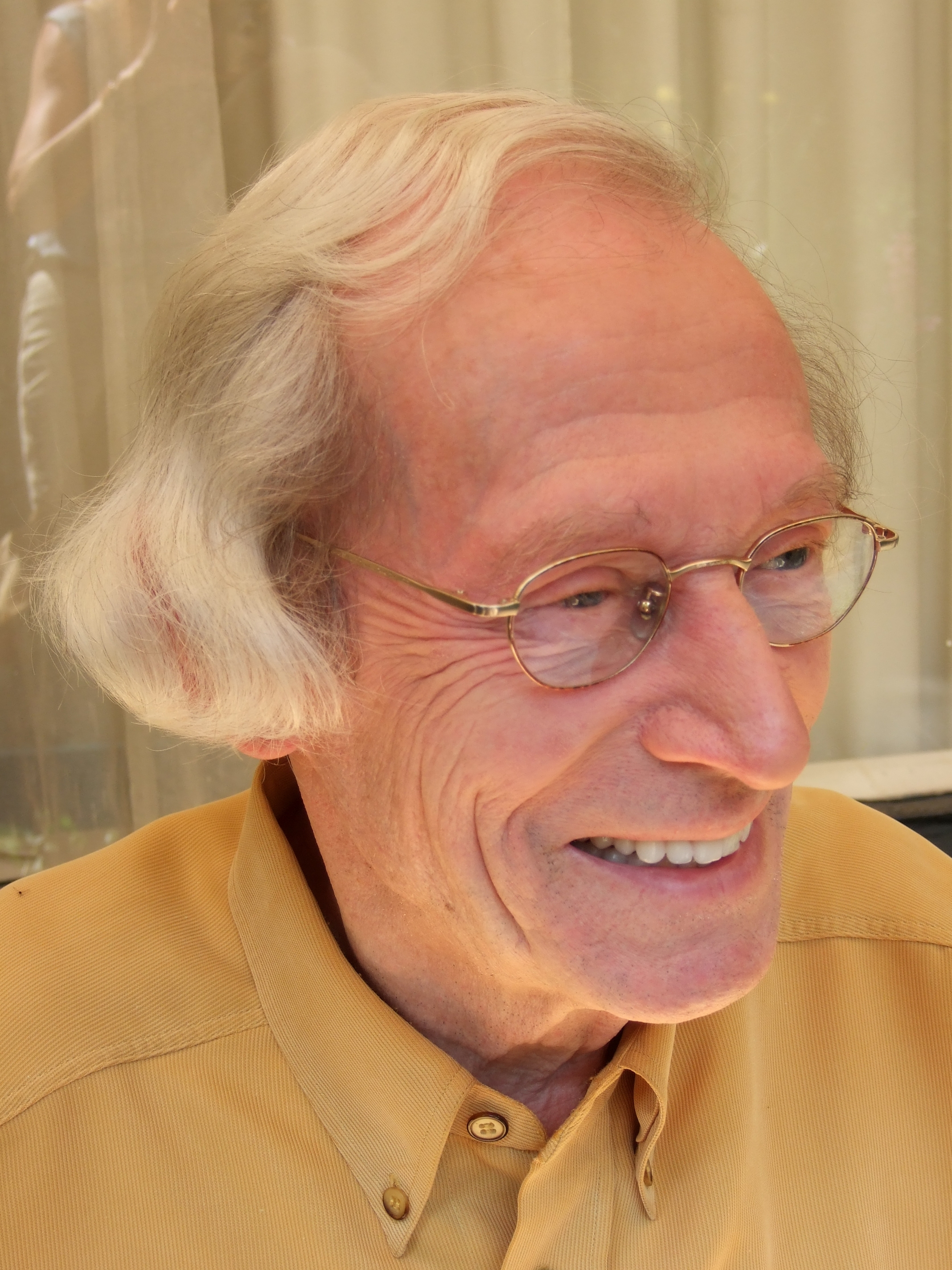
Piet Kee
25 mei

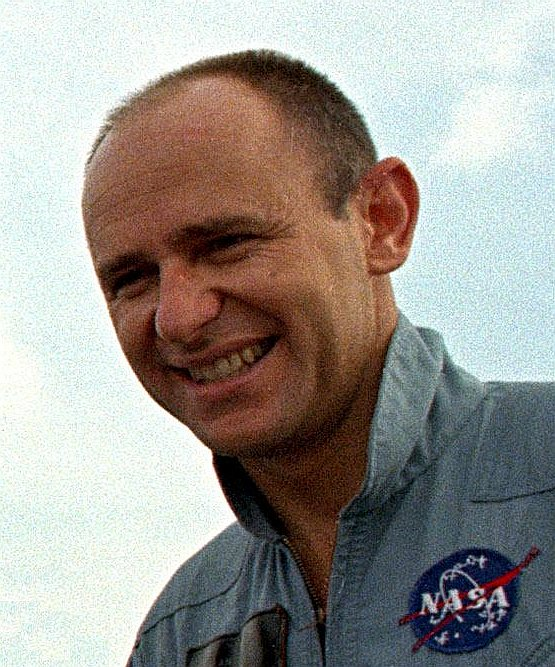
Alan Bean
26 mei

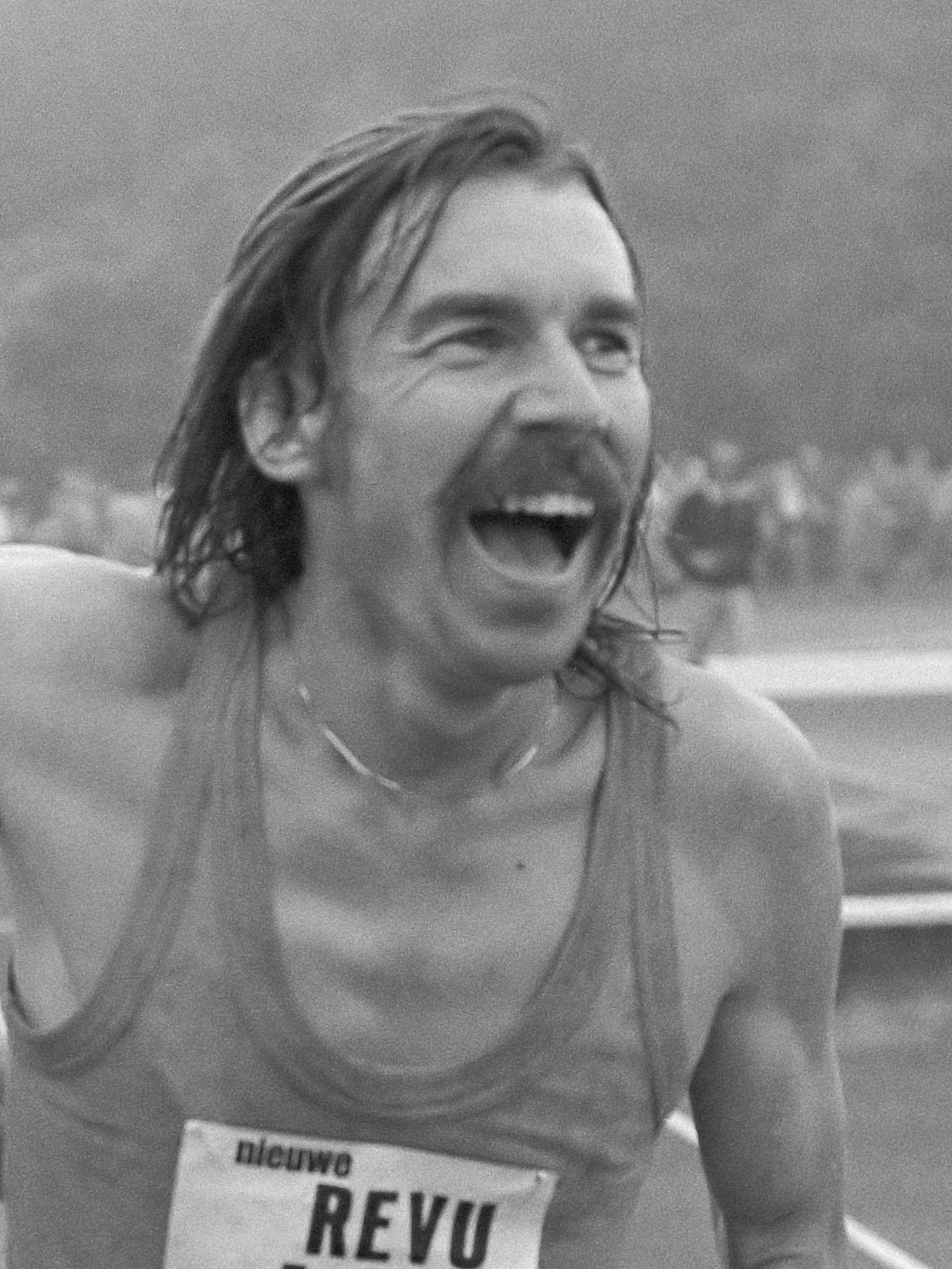
Dick Quax
28 mei

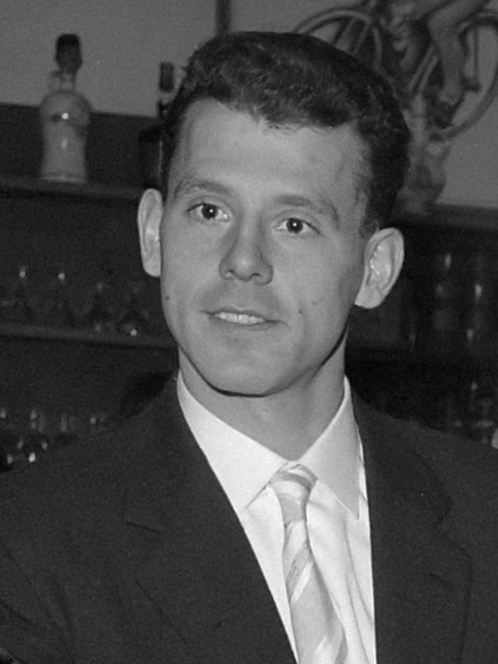
Michel Stolker
28 mei

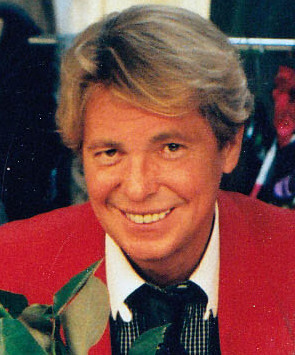
Jürgen Marcus
17 mei

| 1 | 2 | 3 | 4 | 5 | 6 | 7 | 8 | 9 | 10 | 11 | 12 | 13 | 14 | 15 | 16 | 17 | 18 | 19 | 20 | 21 | 22 | 23 | 24 | 25 | 26 | 27 | 28 | 29 | 30 | 31 |
| - | - | - | - | - | - | - | - | - | -- | -- | -- | -- | -- | -- | -- | -- | -- | -- | -- | -- | -- | -- | -- | -- | -- | -- | -- | -- | -- | -- |

### 1 mei
- Arti Kraaijeveld (71), Nederlands musicus[1]
- Ashok Mitra (90), Indiaas marxistisch econoom en politicus[2]
- Pavel Pergl (40), Tsjechisch voetballer[3]
- John Starks (79), Amerikaans drummer[4]

### 2 mei
- Wim Aloserij (94), Nederlands kampoverlevende[5]
- Luc Bijker (85), Nederlands voetballer[6]
- Herman Krebbers (94), Nederlands violist[7]
- Wolfgang Völz (87), Duits (stem)acteur[8]

### 3 mei
- Joop Boendermaker (92), Nederlands theoloog[9]
- Afonso Dhlakama (65), Mozambikaans politicus[10]
- Piet Kivit (71), Nederlands handballer[11]

### 4 mei
- Steve Coy (56), Brits muzikant[12]
- Renate Dorrestein (64), Nederlands schrijfster[13]
- Abi Ofarim (80), Israëlisch zanger[14]
- Alexander Tschäppät (66), Zwitsers politicus[15]

### 5 mei
- Michele Castoro (66), Italiaans aartsbisschop[16]
- Lambert Maassen (76), Nederlands voetballer[17]
- Dick Williams (91), Amerikaans zanger en acteur[18]

### 6 mei
- Paolo Ferrari (89), Italiaans acteur[19]
- Eric Geboers (55), Belgisch motorcrosser[20]

### 7 mei
- François Guillaume (82), Belgisch minister[21]
- Søren Hyldgaard (55), Deens componist[22]
- Juliane Korén (67), Duits actrice[23]
- Jesús Kumate Rodríguez (93), Mexicaans politicus en medicus[24]
- Claudine Luypaerts (Maurane) (57), Belgisch zangeres[25]
- Ermanno Olmi (86), Italiaans regisseur en scenarist[26]
- Miroslav Vardić (73), Servisch voetballer[27]

### 8 mei
- George Deukmejian (89), Amerikaans politicus[28]
- Lara Saint Paul (73), Italiaans zangeres[29]
- Gayle Shepherd (81), Amerikaans zangeres[30]

### 9 mei
- Delphine Gibson (114), Amerikaans supereeuweling, oudste inwoner van Amerika[31]
- Per Kirkeby (79), Deens kunstenaar[32]

### 10 mei
- David Goodall (104), Australisch ecoloog en euthanasieactivist[33]
- Scott Hutchison (36), Schots zanger, muzikant en songwriter[34]
- Jevgeni Vasjoekov (85), Sovjet-Russisch schaker[35]

### 11 mei
- Misha Alperin (61), Oekraïens pianist en componist[36]
- Bessie Camm (113), Brits supereeuweling[37]
- Gérard Genette (87), Frans literatuurwetenschapper[38]
- Germaan Van de Moere (95), Belgisch kanoër[39]

### 12 mei
- Mansoor Ahmed (49), Pakistaans hockeyer[40]
- Will Alsop (70), Brits architect[41]
- Natascha Emanuels (78), Nederlands cabaretière[42]
- Eufranio Eriguel (58), Filipijns politicus[43]
- Tessa Jowell (70), Brits politica[44]
- Dennis Nilsen (72), Brits seriemoordenaar[45]
- Sam Nzima (83), Zuid-Afrikaans fotograaf[46]

### 13 mei
- Edgardo Angara (83), Filipijns politicus[47]
- Glenn Branca (69), Amerikaans componist en gitarist[48]
- Karl-Ernst Herrmann (82), Duits operaregisseur en scenograaf[49]
- Margot Kidder (69), Canadees-Amerikaans actrice[50]

### 14 mei
- William Vance (82), Belgisch striptekenaar[51]
- Tom Wolfe (88), Amerikaans auteur en journalist[52]

### 15 mei
- Jlloyd Samuel (37), voetballer uit Trinidad en Tobago[53]
- Ray Wilson (83), Engels voetballer[54]

### 16 mei
- Joseph Campanella (93), Amerikaans acteur[55]
- Hugh Dane (75), Amerikaans acteur[56]
- Camille Gira (59), Luxemburgs politicus[57]
- Gérard Jouannest (85), Frans pianist en componist[58]

### 17 mei
- Inger Brattström (97), Zweeds schrijfster[59]
- Nicole Fontaine (76), Frans politicus[60]
- Paul Hefting (85), Nederlands kunsthistoricus[61]
- Jürgen Marcus (69), Duits schlagerzanger[62]

### 18 mei
- John Carrick (99), Australisch politicus[63]
- Darío Castrillón Hoyos (88), Colombiaans kardinaal[64]
- Christopher Jones (82), Iers bisschop[65]
- Antonio Lupatelli (88), Italiaans schrijver, striptekenaar en illustrator[66]

### 19 mei
- Eddy C. Bertin (73), Belgisch schrijver[67]
- Robert Indiana (89), Amerikaans kunstschilder, beeldhouwer en dichter[68]
- Houmane Jarir (73), Marokkaans voetballer[69]
- Maya Jribi (58), Tunesisch politica[70]
- Bernard Lewis (101), Brits-Amerikaans historicus, oriëntalist en politiek commentator[71]
- Reggie Lucas (65), Amerikaans songwriter, platenproducer en muzikant[72]

### 20 mei
- Billy Cannon (80), Amerikaans Americanfootballspeler[73]
- Ramón Chao (83), Spaans schrijver[74]
- Koo Bon-moo (73), Koreaans zakenman[75]
- Bill Gold (97), Amerikaans filmposterontwerper[76]
- Carol Mann (77), Amerikaans golfspeelster[77]
- Patricia Morison (103), Amerikaans actrice[78]

### 21 mei
- Clint Walker (90), Amerikaans acteur[79]
- Marjet Van Puymbroeck (97), Belgisch politicus[80]

### 22 mei
- Hans van Beinum (92), Nederlands hoogleraar[81]
- René Marti (79), Zwitsers hoogleraar[82]
- Júlio Pomar (92), Portugees kunstenaar[83]
- Philip Roth (85), Amerikaans schrijver[84]
- Daniela Samulski (33), Duits zwemster[85]
- Elizabeth Sung (63), Amerikaans-Hongkongs actrice[86]

### 23 mei
- Luis Posada (90), Cubaans terrorist[87]
- Daniel Robin (74), Frans worstelaar[88]

### 24 mei
- John Bain (33), Brits spelcriticus en e-sportscommentator[89]
- Jacky Buchmann (86), Belgisch politicus[90]
- Gudrun Burwitz (88), Duits rechts-radicaal[91]
- Hans Knoester (84), Nederlands archivaris[92]

### 25 mei
- Theo Diepenbrock (85), Nederlands zanger[93]
- Piet Kee (90), Nederlands organist en componist[94]
- Herman van Vliet (77), Nederlands organist[95]

### 26 mei
- Alan Bean (86), Amerikaans astronaut[96]
- Pierre Bellemare (88), Frans schrijver en radio- en televisieanimator[97]
- Ted Dabney (81), Amerikaans ondernemer[98]
- Gerard Kerkum (87), Nederlands voetballer en clubvoorzitter[99]
- Roger Piantoni (86), Frans voetballer[100]

### 27 mei
- Gardner Dozois (70), Amerikaans sciencefiction-redacteur en schrijver[101]
- Andrés Gandarias (75), Spaans wielrenner[102]
- Toon Heijmans (91), Nederlands kunstenaar[103]
- Jan Kecskemethy (85), Slowaaks handbalcoach[104]
- Russell Nype (98), Amerikaans acteur[105]
- Julio Ribera (91), Spaans striptekenaar[106]

### 28 mei
- Serge Dassault (93), Frans politicus en ondernemer[107]
- Cornelia Frances (77), Australisch actrice[108]
- Dick Quax (70), Nieuw-Zeelands atleet van Nederlandse afkomst[109]
- Jens Christian Skou (99), Deens scheikundige en Nobelprijswinnaar[110]
- Michel Stolker  (84), Nederlands wielrenner[111]
- Ola Ullsten (86), Zweeds politicus[112]

### 29 mei
- Yoseph Imry (79), Israëlisch natuurkundige[113]

### 30 mei
- Gabriel Gascon (91), Canadees acteur[114]
- Herman De Reuse (74), Belgisch politicus[115]
- Dan Kneen (30), Brits motorwegracer[116]
- Mel Weinberg (93), Amerikaans oplichter[117]
- Edgard Goedleven (80), Belgisch ambtenaar[118]

### 31 mei
- Demba Nabé (46), Duits zanger en muzikant[119]
- Jacques Vanden Abeele (86), Belgisch atleet en Canadees hoogleraar[120]

januari ·
februari ·
maart ·
april ·
mei ·
juni ·
juli ·
augustus ·
september ·
oktober ·
november ·
december
1900 ·
1901 ·
1902 ·
1903 ·
1904 ·
1905 ·
1906 ·
1907 ·
1908 ·
1909 ·
1910 ·
1911 ·
1912 ·
1913 ·
1914 ·
1915 ·
1916 ·
1917 ·
1918 ·
1919 ·
1920 ·
1921 ·
1922 ·
1923 ·
1924 ·
1925 ·
1926 ·
1927 ·
1928 ·
1929 ·
1930 ·
1931 ·
1932 ·
1933 ·
1934 ·
1935 ·
1936 ·
1937 ·
1938 ·
1939 ·
1940 ·
1941 ·
1942 ·
1943 ·
1944 ·
1945 ·
1946 ·
1947 ·
1948 ·
1949 ·
1950 ·
1951 ·
1952 ·
1953 ·
1954 ·
1955 ·
1956 ·
1957 ·
1958 ·
1959 ·
1960 ·
1961 ·
1962 ·
1963 ·
1964 ·
1965 ·
1966 ·
1967 ·
1968 ·
1969 ·
1970 ·
1971 ·
1972 ·
1973 ·
1974 ·
1975 ·
1976 ·
1977 ·
1978 ·
1979 ·
1980 ·
1981 ·
1982 ·
1983 ·
1984 ·
1985 ·
1986 ·
1987 ·
1988 ·
1989 ·
1990 ·
1991 ·
1992 ·
1993 ·
1994 ·
1995 ·
1996 ·
1997 ·
1998 ·
1999 ·
2000 ·
2001 ·
2002 ·
2003 ·
2004 ·
2005 ·
2006 ·
2007 ·
2008 ·
2009 ·
2010 ·
2011 ·
2012 ·
2013 ·
2014 ·
2015 ·
2016 ·
2017 ·
2018 ·
2019 ·
2020 ·
2021 ·
2022 ·
2023 ·
2024 ·
2025